# Ture Malmgren
Ture Malmgren, de son nom complet Ture Robert Ferdinand Malmgren, est un journaliste, éditeur et homme politique suédois, né à Uddevalla le 7 juin 1851 et mort le 3 août 1922.
Figure emblématique de sa ville natale Uddevalla, Malmgren est un personnage haut en couleur et connu pour avoir été le propriétaire du journal Bohusläningen, pour son style de vie excentrique et extravagant et comme propriétaire du château Tureborg à l'architecture d'inspiration médiévale. Il se revendique également républicain.